# Stan Ockers
Constant „Stan” Ockers (ur. 3 lutego 1920 w Borgerhout, zm. 1 października 1956 w Antwerpii) – belgijski kolarz szosowy i torowy, dwukrotny medalista mistrzostw świata.

## Kariera
Stan Ockers przeszedł na zawodowstwo w 1941 roku, jednak odnosić sukcesy zaczął dopiero w latach 50. W 1955 roku wygrał dwa ardeńskie klasyki – La Flèche Wallonne oraz Liège-Bastogne-Liège. W tym samym roku zdobył złoty medal w wyścigu ze startu wspólnego podczas mistrzostw świata we Frascati. Na rozgrywanych dwa lata wcześniej mistrzostwach świata w Lugano w tej samej konkurencji zajął trzecie miejsce. W zawodach tych wyprzedzili go jedynie Włoch Fausto Coppi oraz inny Belg, Germain Derycke. Był też między innymi czwarty na mistrzostwach świata w Kopenhadze w 1956 roku, przegrywając walkę o podium z Gerritem Schulte z Holandii.
Ponadto był między innymi pierwszy Grote Scheldeprijs w 1946 roku i wyścigu Dookoła Belgii w 1948 roku, trzeci w Tour de Suisse w 1947 roku, drugi w Paryż-Roubaix w 1954 roku i w Grand Prix des Nations w 1955 roku oraz drugi w wyścigu Bordeaux-Paryż w 1956 roku. Wielokrotnie startował w Tour de France, wygrywając w sumie trzy etapy. W klasyfikacji generalnej był między innymi drugi w latach 1950 (za Ferdim Küblerem) i 1952 (za Fausto Coppim), a w 1951 roku był piąty. W latach 1955 i 1956 zdobywał koszulkę najlepszego sprintera. W latach 1952 i 1953 plasował się na szóstej pozycji w klasyfikacji generalnej Giro d’Italia. W 1953 roku zdobył brązowy medal szosowych mistrzostw kraju, a dwa lata później został torowym mistrzem Belgii w madisonie.
Stan Ockers zmarł tragicznie w roku 1956, jako 36-latek, po upadku na jednym z wyścigów torowych w Antwerpii.